# بايي بانديلي
بايي بانديلي (بالإنجليزية: Biyi Bandele)‏ (مواليد 13 أكتوبر 1967)، هُو روائي وكاتب مسرحي ومُخرج نيجيري.

## وصلات خارجية
- بايي بانديلي على موقع IMDb (الإنجليزية)
- بايي بانديلي على موقع IMDb (الإنجليزية)
- بايي بانديلي على موقع ألو سيني (الفرنسية)
- بايي بانديلي على موقع أول موفي (الإنجليزية)
- بايي بانديلي على موقع قاعدة بيانات الفيلم (الإنجليزية)
- بايي بانديلي على موقع كينوبويسك (الروسية)